# Gongchang, Hubei
Gongchang (kinesiska: 龚场, 龚场镇) är en köpinghuvudort i Kina. Den ligger i provinsen Hubei, i den centrala delen av landet, omkring 130 kilometer sydväst om provinshuvudstaden Wuhan. Antalet invånare är 32 758. Befolkningen består av 15 774 kvinnor och 16 984 män. Barn under 15 år utgör 17,0 %, vuxna 15-64 år 69 %, och äldre över 65 år 12,0 %.
Runt Gongchang är det tätbefolkat, med 297 invånare per kvadratkilometer. Närmaste större samhälle är Xingou, 16,2 km nordväst om Gongchang. Trakten runt Gongchang består till största delen av jordbruksmark.
Genomsnittlig årsnederbörd är 1 462 millimeter. Den regnigaste månaden är maj, med i genomsnitt 197 mm nederbörd, och den torraste är december, med 25 mm nederbörd.